# Adam Abramowicz (elektronik)
Adam Abramowicz (ur. 6 grudnia 1958 w Michałowie) – polski elektronik, doktor habilitowany nauk technicznych, specjalizujący się w technice mikrofalowej. Profesor uczelni Wydziału Elektroniki i Technik Informacyjnych Politechniki Warszawskiej.

## Życiorys
Absolwent szkoły podstawowej w Świnoujściu w 1973 oraz liceum ogólnokształcącego w Białymstoku w 1977. W 1982 ukończył studia magisterskie na Wydziale Elektroniki Politechniki Warszawskiej i w tym samym roku został konstruktorem w  Instytucie Podstaw Elektroniki Politechniki Warszawskiej (dziś Instytut Systemów Elektronicznych). Doktoryzował się w 1993 na podstawie pracy pt. Analiza sprzężonych rezonatorów dielektrycznych metodą częstotliwości własnych przygotowanej pod kierunkiem Janusza Dobrowolskiego. Habilitację z elektroniki uzyskał w 2008 na podstawie dotychczasowego dorobku naukowego i pracy pt. Filtry mikrofalowe w systemach radiokomunikacyjnych.
W 1994 został członkiem Instytutu Inżynierów Elektryków i Elektroników. Od 1996 do 1999 należał do Komitetu Krajowego Międzynarodowej Unii Nauk Radiowych. W 2008 został członkiem Komitetu Elektroniki i Telekomunikacji Polskiej Akademii Nauk.

## Działalność naukowa
Adam Abramowicz zajmuje się przede wszystkim biernymi układami mikrofalowymi oraz projektowaniem i budowaniem filtrów. Opracował metodę częstotliwości własnych, która wykorzystuje częstotliwość własną rezonatorów do wyznaczania sprzężenia pomiędzy nimi. Skonstruował kilka nowych rodzajów filtrów, jak również badał metody projektowania filtrów szerokopasmowych. Skupia się także na technikach pomiaru właściwości materiałów z wykorzystaniem częstotliwości mikrofalowych.
Publikował prace w czasopismach, takich jak „IEEE Transactions on Microwave Theory and Techniques” czy „IEEE Transactions on Applied Superconductivity”, jak również brał udział w szeregu konferencji naukowych.

## Życie prywatne
Jest żonaty, ma dwóch synów.